# Икбаль Ханим
Икбаль Ханим (араб. اقبال هانم افندی‎; тур. İkbal Hanımefendi; 22 октября 1876 — 10 февраля 1941) — рабыня из рода адыгов, увезённая в Египет, которая стала женой короля Египта с 1895 по 1900 Аббаса II Хилми-паши, как первая жена последнего султана Египта и Судана.

## Начало жизни

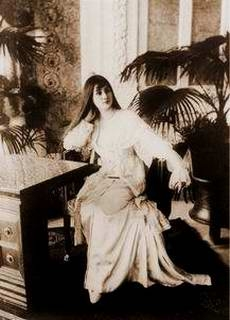
Икбаль Ханим в молодости

Икбаль родилась 22 октября 1876 года в Крыму, Российская империя. Она была черкешенкой по происхождению. Её личное имя неизвестно. Она стала личной рабыней Эмине Ильхами, жены хедива Египта Тауфика, после того, как была отправлена к отцу Хедиве в Египет в качестве подарка. Прислуживая в доме матери Аббаса II, она встретила молодого султана. На тот момент рабское положение Икбаль в Египте уже не было препятствием для отношений султана с ней.

## Брак
19-летний султан долго ухаживал за молодой рабыней, а потом женился на ней после рождения первой дочери 19 февраля 1895 года. Затем он лично даровал ей статус Хедиве, то есть супруги аристократа, так как она не могла с точки зрения законов стать его женой.
Новая султанша восхищалась европейской модой в одежде и бытом европейских слуг и гувернанток для своих трёх дочерей. Она учила у своих детей и открытости. Икбаль считалась одной из самых красивых женщин Египта и слыла верной женой, получив эту славу среди тех, кто жил вокруг дворца. Однако как таковых ролей у неё не было, за исключением представительских.

## Развод
Хотя брак с султаном Аббасом II был счастливым, в 1900 году тот развелся с женой, увлёкшись аристократкой из Филадельфии, Марианной Торок, которою он впервые встретил в венском отеле, в качестве студентки. В конце концов они поженились 1 марта 1910 года.

## Смерть
Икбаль больше не вышла замуж и умерла 10 февраля 1941 года в Иерусалиме, прожив лишь около 65 лет.

## Дети
Вместе с Икбаль Аббас имел шестерых детей:
- Принцесса Эмина Ханим-эфенди (12 февраля 1895, компания Дворец, Александрия — 1954), не была никогда замужем, детей не имела
- Принцесса Атияулла Ханим-эфенди (9 июня 1896, Каир — 1971), вышла замуж и родила двух сыновей
- Принцесса Фатия Ханим-эфенди (27 ноября 1897 — 30 ноября 1923), вышла замуж, детей не было
- Принц (Дамат) Мухаммад Абдул Монейм, регент короля Фуада II в 1952—1953;
- Принцесса Лютфия Шавкат Ханим-эфенди (29 сентября 1900, Каир — ?), была замужем, имела детей
- Принц Мухаммад Абдул Кадир (4 Февраля 1902 — 21 апреля 1919 года, Монтре)

## Награды
- Орден милосердия 1-го класса Турции